# R.U.S.E.
R.U.S.E. é um jogo de estratégia em tempo real desenvolvida pela Eugen Systems e publicado pela Ubisoft, a qual lançou versões para Microsoft Windows, PlayStation 3 e Xbox 360 em Setembro de 2010, atualmente o jogo também é compativel com os consoles Playstation4 e Xbox One. R.U.S.E. é um jogo de estratégia, onde os sistemas são focados em guerra de informações, que supostamente são superiores à força bruta. Os jogadores podem utilizar uma série de ardis e chamarizes para enganar seus inimigos e mudar o resultado das batalhas.

## Históri
R.U.S.E. toma lugar no período da Segunda Guerra Mundial.
Há uma campanha no jogo, de forma que toma parte na história do Major Joseph Sheridan do Exército dos Estados Unidos. Após largar os estudos na Universidade de Yale, Joe Sheridan incorporou ao Exército Americano e assumiu controle da 1ª Divisão Blindada dos Estados Unidos. O jogo se inicia com referência a um espião, Prometheus, a qual havia dado informações vitais, especialmente planos de batalha, para os Alemães, os dando iniciativas ofensivas e defensivas, resultando em grandes perdas para os Aliados. Entretanto, a capacidade táctica de Sheridan fez possível uma vitória em face de tal desvantagem como enviar bonecos para a guerra distraindo o inimigo até a chegada da tropa verdadeira.